# Ultratenuipalpus meekeri
Ultratenuipalpus meekeri är en spindeldjursart som först beskrevs av De Leon 1957.  Ultratenuipalpus meekeri ingår i släktet Ultratenuipalpus och familjen Tenuipalpidae. Inga underarter finns listade i Catalogue of Life.